# Route départementale 1 (Aisne)
Pour les articles homonymes, voir Route départementale 1.
La route départementale RD 1 est une route départementale de l'Aisne, qui relie Saint-Quentin à Marchais-en-Brie. Elle est en voie express entre Saint-Quentin et Chauny.
Avant 1973, la section de Coucy-le-Château-Auffrique à Château-Thierry appartenait à la RN 37 et celle de Château-Thierry à Marchais-en-Brie à la RN 373.

## Voie express Saint-Quentin - Chauny
- Échangeur entre RD 1029 et RD 1
- D 8 : Gauchy, Grugies
- Échangeur entre RD 1 et A26
- : Urvillers
- D 8 : Essigny-le-Grand, Seraucourt-le-Grand
- D 34 : Gibercourt, Montescourt-Lizerolles, Jussy
- Carrefour avec la RD 420 et la RD 421
- D 53 : Liez, Mennessis, Quessy
- : Mennessis
- D 1090 : Mennessis, Frières-Faillouël
- D 32 : Tergnier, Frières-Faillouël
- D 35 : Tergnier, Vouël, Villequier-Aumont
- Échangeur entre RD 1032 et RD 1